# Nokia 5.1
Il Nokia 5.1 è uno smartphone del 2018 a marchio Nokia sviluppato da HMD Global, successore del Nokia 5 e predecessore del Nokia 5.3.

## Caratteristiche tecniche

### Hardware
Il Nokia 5.1 è uno smartphone con form factor di tipo slate, le cui dimensioni sono di 151.1 x 70.7 x 8.3 millimetri e pesa 150 grammi.
Il dispositivo è dotato di connettività GSM, HSPA, LTE, di Wi-Fi 802.11 a/b/g/n dual-band con supporto a hotspot e Wi-Fi Direct, di Bluetooth 4.2 con A2DP ed LE, di GPS con A-GPS, BDS e GLONASS, di NFC e di radio FM. Ha una porta microUSB 2.0 OTG ed un ingresso per jack audio da 3.5 mm.
Il Nokia 5.1 è dotato di schermo touchscreen capacitivo da 5,5 pollici di diagonale, di tipo IPS LCD con aspect ratio 18:9 e risoluzione Full HD+ 1080 x 2160 pixel (densità di 439 pixel per pollice). Lo schermo è protetto da un Gorilla Glass. Il frame laterale è in alluminio serie 6000, il retro in alluminio.
La batteria agli ioni di litio da 2970 mAh non è removibile dall'utente.
Il chipset è un MediaTek Helio P18. La memoria interna è di 16/32 GB, espandibile con microSD, mentre la RAM è di 2/3 GB.
La fotocamera posteriore ha un sensore da 16 megapixel, dotata di autofocus, HDR e doppio flash LED dual-tone, con registrazione video Full HD a 30 fps, mentre la fotocamera anteriore è da 8 megapixel, con registrazione video Full HD a 30 fps.

### Software
Il sistema operativo è Android, in versione Android 8.0 Oreo, con Android One, aggiornabile fino ad Android 9.

## Commercializzazione
Il dispositivo è stato rilasciato a maggio 2018, ed è dual SIM.
Basil Kronfli di TechRadar e TrustedReviews hanno elogiato il dispositivo per il design e per lo schermo, mentre hanno criticato "l'interfaccia utente con lag occasionali, prestazioni della fotocamera mediocri e altoparlante mono a volume basso".

## Varianti
Il Nokia 5.1 Plus, venduto come Nokia X5 in Cina, è una variante del Nokia 5.1 commercializzata a dicembre 2018. Differisce dal 5.1 principalmente per i diversi materiali usati (frame in plastica e retro in vetro), per lo schermo (5,86" HD+ 19:9), per il chipset (MediaTek Helio P60) e per la doppia fotocamera posteriore (13 MP f/2.0 + 5 MP f/2.4 di profondità). Inoltre, ha anche tagli da 64 GB di memoria interna e 4 o 6 GB di RAM, la porta USB-C, la batteria agli ioni di litio da 3060 mAh e il supporto al GALILEO.